# Kronisk traumatisk encefalopati
Kronisk traumatisk encefalopati (CTE) er en progressiv neurodegenerativ sygdom, fundet hos patienter, der har fået et eller flere voldsomme slag i hovedet. Symptomer kan inkludere adfærdsproblemer, humørproblemer og problemer med at tænke. Det begynder typisk først nogle år efter skaderne. CTE er en form for tauopati, der ofte udvikles progressivt og kan resultere i demens. Det vides ikke om risikoen for selvmord ændres.
De fleste dokumenterede tilfælde findes hos atleter, der har været involveret i kontaktsport som amerikansk fodbold, brydning, boksning, ishockey, rugby og fodbold. Andre risikofaktorer er at være i militæret, tidligere vold i hjemmet, og gentaget slag mod objekter med hovedet. Det vides ikke hvor mange hovedtraumer, der skal til for, at lidelsen opstår. En definitiv diagnose kan kun ske ved obduktion
Pr.  2019 findes der ikke en specifik behandling. Tilstanden ses hos op mod 30% af dem, der har en historik med flere hovedskader. Forskning indenfor hjerneskader som resultat af gentagne hovedtraumer begyndte i 1920'erne, hvor lidelsen blev kendt som dementia pugilistica eller "bokserdemens". At ændre reglerne i nogle sportsgrene har været foreslået som en mulig forebyggelsesforanstaltning.

## Tegn og symptomer
Symptomer på CTE, der viser sig i fire faser, begynder som regel 8-10 år efter gentagne milde traumatiske hjerneskader (mTBI).
I første stadium ses symptomer som opmærksomhedsforstyrrelser, desorientering, svimmelhed og hovedpine. Yderligere handicap kommer til med den progressive udvikling, herunder hukommelsestab, social isolation, uregelmæssig adfærd og dårlig dømmekraft. Tredje og fjerde stadium medfører progressiv demens, langsommere muskulære bevægelser, hypomimi, hindret tale, rysten, vertigo, døvhed og selvmordstanker.
Yderligere symptomer er dysartri, dysfagi og øjenpåvirkning (såsom ptose).
Når lidelsen manifesterer sig som demens, er det i form af problemer med hukommelsen, svimmelhedsanfald eller mangel på balance i en grad som man ikke kan gå ved hjælp af egne kræfter i kortere tid og/eller parkinsonisme eller mangel på koordination. Patienter med CTE kan være mere tilbøjelig til upassende eller eksplosiv adfærd og kan vise patologisk jalousi eller paranoia.

## Patologi
CTE's patologiske anatomi er anderledes end ved andre tauopatier som Alzheimers sygdom. De fire kliniske stadier af observérbar CTE er blevet korreleret med tau-patologi i hjernevæv, varierende fra fokale perivaskulære epicentre af neurofibrillære tråde i den frontale neocortex til svær tauopati, der medfører omfattende påvirkning af flere hjerneregioner.
Den primære fysiske manifestation af CTE inkluderer en reduktion i hjernens vægt, associeret med atrofi i frontale og temporale cortex, mediale temporallap. De laterale ventrikler og tredje ventrikel (i sjældne tilfælde også fjerde ventrikel) er ofte forstørret. Andre manifestationer af CTE inkluderer atrofi af lugtelapperne, thalamus, mammillarlegemet, hjernestammen og cerebellum. I takt med at CTE udvikler sig, kan der opstå markant atrofi i hippocampus, entorhinal cortex og amygdala.
I en mikroskopisk skala, involverer patologien neuronale tab, tauaflejring, TAR DNA-bindende Protein 43 (TDP 43) beta-amyloidaflejring (sjældent), ændringer i den hvide substans, og andre anormaliteter. Tauaflejringen fremstår som en tykke neurofibrillære sammenfiltringer, neuritter, og gliale sammenfiltringer, der består af astrocytter og andre gliaceller.
En lille gruppe af individer med CTE har kronisk traumatisk encefalomyopati (CTEM), karakteriseret ved motorneuronsygdomssymptomer, der minder om amyotrofisk lateral sklerose (ALS). Progredierende muskelsvækkelse, balance- og gangproblemer lader til at være tidlige tegn på CTEM.
Exosomvesikler er udpeget som potentielle biomarkører for traumatisk hjerneskade, herunder kronisk traumatisk encefalopati.
Tab af neuroner, der giver ardannelse på hjernevæv, hydrocephalus, atrofi af corpus callosum, diffus axonal skade, neurofibrillær sammenfiltring og skade på cerebellum er alle medvirkende faktorer i lidelsen. Ætiologisk er CTE forbundet med Alzheimers sygdom. Neurofibrillære sammenfiltninger er fundet i hjernerne på patienter med CTE, men ikke i ligeså udbredt grad som der ses hos Alzheimers patienter. En forskergruppe undersøgte udsnit af hjernevæv fra patienter der havde oplevet flere milde traumatiske hjerneskade, og fundet ændringer i cellernes cytoskeletter, hvilket de mente skyldtes skader på de cerebrale blodårer.

Hjernerystelser og nær-hjernerystelsesslag anses som værende de vigtigste risikofaktorer, hvilket kan afhænge af antallet af kampe, antallet af knockout-tab, længden på karrieren, kamp-frekvens, alder for stop, og boksestil.

## Diagnose
I øjeblikket kan CTE kun konklusivt diagnosticeres ved direkte vævsundersøgelse, herunder fuld obduktion og immunohistokemisk undersøgelse. Manglen på in vivo-teknikker til at påvise CTE er den selvfølgelige årsag til, at CTE ikke kan diagnosticeres mens patienten er i live.
Hjernerystelser er non-strukturelle skader og resulterer ikke i intrakraniel hjerneblødning, hvilket er årsagen til at de fleste hjernerystelser ikke kan ses på en rutinehjerneskanning som CT eller MRI. Der kan dog opstå kontusion af hjernevævet, hvilket først vil vise sig på skanninger, når der er udviklet betydeligt hjerneødem. Akutte hjernerystelsessymptomer (dem der opstår kort efter skaden) skal ikke forveksles med CTE. Differentiering mellem vedvaren posttraumatisk hjernesyndrom (PCS, hvor symptomerne begynder kort efter en hjernerystelse, og varer i uger, måneder og nogle gang år) og CTE-symptomer kan være svært. Der forskes i øjeblikket i om hjerneskanninger kan opfange små ændringer i axonal integritet og strukturelle læsioner der kan opstå ved CTE. Der er sket fremskridt i brugen af in vivo-diagnostiske-teknikker inden for CTE, gennem brugen af DTI, fMRI, MRI, og MRS-afbildning; men det kræver flere undersøgelser, før disse teknikker kan valideres.
PET-sporstoffer der specifikt binder sig til tau-protein ønskes for at hjælpe med diagnose af CTE hos levende individer. En kandidat er sporstoffet [18F]FDDNP, der er i hjernen hos individer med flere forskellige demenssygdomme, såsom Alzheimers sygdom, Downs syndrom, progressiv supranuclear parese, familiær frontotemporal demens og Creutzfeldt-Jakobs sygdom. I et lille studie af fem pensionerede NFL-spillere med kognitive og humørsymptomer, viste PET-scanninger en ophobning af sporstoffet i deres hjerner. Men [18F]FDDNP binder til betaamyloid såvel som andre proteiner. Ydermere, blev sporstoffet ophobet i hjerneområder, der ikke var associeret med CTEs neuropatologi. En mere lovende kandidat er sporstoffet [18F]-T807, der kun binder til tau. Det bliver testet i flere kliniske forsøg.
En formodet biomarkør for CTE er tilstedeværelsen af autoantistoffer mod hjernen i blodet. Autoantistofferne blev fundet i football-spillere, der havde oplevet et stort antal af slag i hovedet, men ingen hjernerystelse. Det tyder på, at selv nær-hjernerystelser kan være skadelige for hjernen. Autoantistofferne trænger muligvis ind i hjernen ved hjælp af en ødelagt blod-hjerne-barriere, hvorefter de angriber de neuronale celler, der normalt er beskytter fra et immunt stormløb. På grund af det store antal af neuroner, der er tilstede i hjernen, og med tanke på den dårlige indtrængning af antistoffer over den normal blod-hjerne-barriere, er der en forlænget tidsperiode mellem den oprindelige begivenhed (slag til hovedet) og udviklingen af tegn og symptomer. Ikke desto mindre kan autoimmune ændringer i blodet hos spillere være den tidligst målbare begivenhed der kan forudsige CTE.
Robert A. Stern, en af forskerne på Boston University CTE Center, sagde i 2015, at "han forventer at en test er udviklet inden for et årti, der kan diagnosticere CTE hos levende personer".

## Forebyggelse
Forskere har demonstreret, at immobilisering af hovedet under en eksplosion forhindrede de lærings- og hukommelsesproblemerne associeret med CTE, der opstod, når hovedet ikke var immobiliseret. Denne forskning repræsenterer den første case-serie af obduktioner af amerikansk militærpersonel, der blev udsat for en sprængning og/eller en hjernerystelsesskabende skade.
På grund af bekymringen for at boksning kan give CTE, er der en bevægelse blandt læger, der ønsker at forbyde sporten. Læger har opfordret til sådan et forbud siden de tidlige 1950'ere.

## Behandling
Pr.  februar 2018 er der ingen kur, og man forventer ikke at finde en kurativ behandling foreløbigt. Behandlingen er symptomatisk og støttende, som ved de fleste andre former for demens.

## Epidemiologi
Professionelle atleter i kontaktsportsgrene er den største risikogruppe, der lider af CTE på grund af deres udsathed for hjernerystelser og nær-hjernerystelsesslag. Disse kontaktsportsgrene inkluderer amerikansk fodbold, ishockey, rugby, boksning, fodbold, og brydning. I fodbold tyder det på, at det ikke er hovedstødene direkte, der er skyld i det, men nærmere spiller-til-spiller kontakten der udgør risikoen - dette på trods af at det ofte er spillere, der var kendte for deres mange hovedstød, der blev diagnosticeret med lidelsen.
Militærpersonnel er en anden risikogruppe, der oftes har historik med kroniske anfald, ofre for hjemmevold, eller var involveret i aktiviteter der bød på gentagne hovedkollisioner.

## Etymologi
CTE og dementia pugilistica er traditionelt set blevet set som det samme, og ordet pugilistica stammer fra det latinske ord pugil ‘bokser’ (tæt på pugnus ‘nævne’, pugnāre ‘at kæmpe’). Det kaldes også kronisk bokser encefalopati, traumatisk bokser encefalopati, bokserdemens, pugilistica dementia, kronisk traumatisk hjerneskade associeret med boksning (CTBI-B) og punch-drunk syndrom.

## Historie
CTE blev oprindeligt studeret hos boksere i 1920'erne som dementia pugilistica. Det skelsættende arbejde med sygdommen kom fra den britiske neurolog Macdonald Critchley, der i 1949 publicerede artiklen "Punch-drunk syndromes: the chronic traumatic encephalopathy of boxers." CTE blev først påvist hos dem, der havde haft et stort antal slag mod hovedet, men det blev antaget, at det kun var hos boksere og ikke andre atleter. I takt med at evidensen vedrørende kliniske og neuropatologiske konsekvenser af gentagne milde hovedtraumer steg, blev det klart at dette mønster af neurodegeneration ikke kun var forbeholdt boksere, men også andre atleter, og diagnosen kronisk traumatisk encefalopati blev den mest udbredte. I de tidlige 00'ere arbejdede en nigeriansk neuropatolog, dr. Bennet Omalu, på en case med football-spilleren Mike Webster, der døde efter usædvanlig og uforklarlig opførsel. I 2005 offentliggjorde Dr. Omalu og hans kollegaer på Patologisk Institut vedUniversity of Pittsburgh deres resultater i tidsskriftet Neurosurgery i artiklen "Chronic Traumatic Encephalopathy in a National Football League Player". Dette blev fulgt op af endnu en case i 2006, der beskrev en lignende patologi.
 I 2008 gik Sports Legacy sammen med Boston University School of Medicine (BUSM) for at danne Center for the Study of Traumatic Encephalopathy (CSTE). Brain Injury Research Institute (BIRI) studerer også følgerne af hjernerystelser.

## Sport

### Amerikansk fodbold
Dr. Bennet Omalu, retsmedicinsk patolog og neuropatolog i Pittsburgh, Pennsylvania, fandt CTE i hjernerne hos Mike Webster, Terry Long, Andre Waters, Justin Strzelczyk og Tom McHale.
Mellem 2008 og 2010 blev ligene af tolv tidligere professionelle amerikanske fodboldspillere diagnosticeret med CTE post mortem af dr. Ann McKee. I november 2016 var 90 af 94 tidligere NFL-spillere diagnosticeret post-mortem med CTE af Dr. McKee.
NFL har taget foranstaltninger for at forhindre CTE. Fra juli 2011 ændrede NFL deres regler for at vende tilbage til spil.[kilde mangler] Antallet af træninger med kontakt er blevet reduceret, baseret på en overenskomst.
I september 2016, annoncerede forskere fra Department of Veterans Affairs og Boston University at de havde identificeret CTE i 96 af de NFL-spillere de havde undersøgt, og i 79 procent af alle footballspillere.
 Den 14. marts 2016 anerkendte Jeff Miller fra NFL, at der var en sammenhæng mellem amerikansk fodbold og CTE ved rundbordsdiskussion om hjernerystelse.
Den 25. juli 2017 udgav Journal of the American Medical Association et opdateret studie der viste at ud af 111 hjerner fra afdøde NFL-spillere der var blevet undersøgt, havde 110 (99%) CTE.

### Ishockey
Atleter fra andre sportsgrene er også blevet identificeret med CTE, såsom ishockeyspilleren Bob Probert. En neuropatolog hos Boston University diagnosticerede Reg Fleming som den første hockeyspiller med sygdommen, der kendes til. Denne opdagelse blev annonceret i december 2009, seks måneder efter Flemings død.
Rick Martin, der bedst kendes for at være en del af Buffola Sabres' French Connection, blev diagnosticeret med CTE efter hans hjerne blev analyseret efter hans død. Martin var det første dokumenterede tilfælde af en ishockeyspiller ikke kendt som en "enforcer", der har udviklet CTE; det antages at Martin udviklede sygdomme primært som et resultat af en voldsom hjernerystelse han fik i 1977 da han ikke bar en hjelm. Sygdommen var ikke alvorlig og asymptomatisk i hans tilfælde, og påvirkede ikke hans kognitive funktioner. Han døde af et hjerteanfald i marts 2011 i en alder af 59.
Inden for få måneder i 2011 døde tre enforcere; Derek Boogaard på grund af en kombination af for mange smertstillende og alkohol, Rick Rypien grundet et selvmord, og Wade Belak der, lige som Rypien, angiveligt led af depression. Alle havde en historik med slåskampe, slag til hovedet og hjernerystelser, hvilket gav flere bekymringer omkring CTE. Boogaards hjerne blev undersøgt af BUSH, der i oktober 2011 fastslog at CTE var tilstede. Én NHL-spiller kendt for at tage del i "boksekampene", højrefløjen Shawn Thornton reflekterede over det "tragiske sammentræf" at tre nylige liga-dødsfald, og var enig i at dødsfaldene nok var sammen årsag, men forsvarede stadig slåskampenes berettigelse i skøjtehallen.
I 2016 blev det rapporteret at Stephen Peat, der nu var 36 år og tidligere enforcer hos Washington Capitals som professionel, led af svære symptomer på CTE. Hans far, Walter, var bekymret for at hans søn ville blive en del af "død inden 50 år ... siden 2010"-listen af enforcere der inkluderer Boogaard, Rypien, Belak, Steve Montador og Todd Ewen.

### Boksning
I boksning er problemet kendt som dementia pugilistica, og det er forholdsvist udbredt blandt boksere, der har haft lange karrierer og som har modtaget mange slag mod hovedet. Sygdommen er muligvis ikke indrapporteret så ofte, idet symptomerne ofte ikke viser sig før end patienten er kommet op i årene, ligesom symptomerne ofte er vanskelige at adskille fra Alzheimers sygdom. På den anden side er dementia pugilistica til tider blevet fejlagtigt rapporteret.
En lang række boksere er blevet diagnosticeret med dementia pugilistica. Dette omfatter brødrene Jerry og Mike Quarry, Wilfred Benitez Jimmy Ellis, Floyd Patterson og Sugar Ray Robinson. Det er omdiskuteret om Muhammad Alis Parkinsons sygdom er forårsaget af boksekarrieren og har en sammenhæng med dementia pugilistica.

### Professional wrestling
I 2007 undersøgte neuropatologer fra Sports Legacy Institute (en organisation medstiftet af Christopher Nowinski, en tidligere professionel wrestler) Chris Benoits hjernen. Han var en tidligere professionel wrestler hos WWE, der angiveligt dræbte sin kone og søn, før han begik selvmord. Selv- og dobbeltmordet blev oprindeligt tilskrevet misbrug af anabole steroider, men en hjernebiopsi bekræftede patognomonisk CTE-vævsændringer: store aggregeringer af tauprotein manifisteret som neurofibrillære sammenfiltringer og neuropiltråde, der giver neurodegeneration. I 2009 opdagede Bennet Omalu CTE i en nyligt stoppet wrestler, Andrew "Test" Martin, der døde som 33-årig efter en utilsigtet medicinoverdose. Den 9. februar blev Daniel Bryan nødt til at trække sig tilbage, da han led af tegn på CTE og post-hjernerystelsesanfald.

### Mixed martial arts
Det menes at de tidligere MMA-kæmpere Gary Goodridge og James Leahy lider af CTE, som et resultat af gentagne hovedtrauma gennem deres MMA-karrierer. Forsinket indtræden bliver mere og mere almindeligt, som med Leahy, hvis symptomer udviklede sig mange år efter enhver sportsaktivitet.
I oktober 2016 annoncerede Bennet Omalu at CTE var blev fundet i hjernen på Jordan Parsons, en MMA-kæmper der blev dræbt i maj året før af en spritbilist.

### Fodbold
I 2012 blev Patrick Grange, en semi-professionel fodboldspillere, diagnosticeret gennem en obduktion, men stadie 2 CTE med en motorneuronsygdom. Han spillede fodbold i high school, college for Illinois-Chicago og New Mexico, i Premier Development League for Albuquerque Asylum og Chicago Fire Premier. Han døde af ALS som 29-årig, men en posthum CTE-diagnose. I 2014 døde den brasilianske fodboldspiller Belini, der, sammen med Pelé havde ført Brasilien til sejre ved FIFA World Cup i 1958 og 1962. Han blev også posthumt diagnosticeret med CTE.
West Bromwich Albion-angriberen Jeff Astle døde i januar 2002 efter fem år hvor hans helbred var blevet værre. Oprindeligt blev han diagnosticeret med Alzheimers, men senere blev lidelsen rediagnosticeret som CTE. I 2014, 12 år efter hans død, lykkedes det endelig hans familie og fans fra WBA, at få anerkendt at Jeff Astle var død som resultat af at have headet til en fodbold. Dette var han den første i Storbritannien til at blive. Da Astle især var kendt for hans kraftfulde hovedstød, antages det at dette, kombineret med de gammeldags læderfodbolde, der var tungere, var en stor faktor i udviklingen af CTE.
Et studie fra 2017 har også vist at der var tegn på CTE hos pensionerede fodboldspillere, der alle led af demens. CTE blev ikke linket direkte til hovedstød, men til gentagne slag til hovedet, herunder hoved-spiller-kollisioner. Dette lægger sig op ad tre andre studier, der alle antyder at spiller-spiller-kontakten er en langt større risiko end hovedstød.

### Rugby
Forskere fandt af den australske rugbyspiller Barry "Tizza" Taylor døde i 2014 af komplikationer fra svær CTE med demens i en alder af 77. Taylor spillede i 19 år i amatør og seniorligaer før han blev træner. I 2013 identificerede Dr Willie Stewart fra Institute of Neurological Sciences på Southern General Hospital i Glasgow, Skotland, CTE i hjernen hos en tidligere amatør-rugbyspiller i 50'erne. Det menes at det er den første bekræftede case med tidlig demens grundet CTE hos en rugbyspiller.

### Australsk fodbold
Den australsk fodboldspiller Greg Williams menes at have CTE som et resultat af hjernerystelser over en mere end 250-kampes karriere. I marts 2016 blev Justin Clarke fra den AFL-holdet Brisbane Lions tvunget til at trække sig tilbage i en alder af 22 år, på grund af en voldsom hjernerystelse pådraget i off-season træning to måneder tidligere. Han var den femte AFL-spiller i de tidligere ti måneder til at trække sig tilbage med hjernerystelsesrelaterede skader, sammen med Sam Blease, Leigh Adams, Matt Maguire og Brent Reilly, der alle træk sig fra maj 2015 og frem. Alle tilbagetrækningerne er blev forbundet med mere viden om hovedskader hos AFL og frygten for CTE associeret med lokale og internationale sportsfolk, især footballspillere.

### Baseball
Baseballspilleren Ryan Freels hjernevæv blev test i 2012, efter hans død. Der fandtes stadie 2 CTE, hvilket gjorde Freel til den første spiller fra Major League Baseball til at blive diagnosticeret med kronisk traumatisk encefalopati.

### Ekstremsport
I 2016 blev BMX-køreren og ekstremsportsikonet Dave Mirra diagnosticeret post mortem med CTE. Han begik selvmord ved at skyde sig selv, den 4. februar 2016, og hans hjerne blev undersøgt af Dr. Lili-Nax Hazrati fra University of Toronto, der bekræftede diagnosen.

## Forskning
I 2005 udgav retspatologen Bennet Omalu, sammen med sine kollegaer hos patologisk institut på University of Pittsburgh, en artikel ved navn "Chronic Traumatic Encephalopathy in a National Football League Player", i tidsskriftet Neurosurgery, baseret på analysen af hjernen hos den afdøde tidligere NFL-center Mike Webster. De fulgte op på denne med yderligere en case i 2006, der beskrev en lignende patologi, baseret på fundene i hjernen hos tidligere NFL-spiller Terry Long.
I 2008 åbnede Boston Universitys Chronic Traumatic Encephalopathy (CTE) Center samt CSTE hjernebanken på Bedford VA Hospital for at analysere effekten af CTE og andre neurodegenerative sygdomme på hjernen og rygsøjlen hos atleter, militære veteraner, og civile. CSTE Hjernebanken besidder det største samling af CTE-væv i verden. Den 21. december 2009 annoncerede National Football League Players Association at de ville samarbejde med CSTE, for at støtte centerets studie af gentagne hjernetrauma hos atleter. Yderligere donerede NFL $1 million til CSTE i 2010, uden nogle krav. I 2008 tilkendegav 12 levende atleter (aktive og pensionerede), heriblandt hockeyspillerne Pat LaFontaine og Noah Welch, såvel som tidligere NFL-stjerne Ted Johnson, at de vil donere deres hjerner til CSTE efter deres død. I 2009 tilkendegav også NFL Pro Bowl-spillerne Matt Birk, Lofa Tatupu, og Sean Morey at de vil donere deres hjerner til CSTE. I 2010 gav yderligere 20 NFL-spillere tilsagn til det samme. Også de professionelle wrestlere Mick Foley, Booker T og Matt Morgan gav tilsagn 2010, sammen med MLS-spilleren Taylor Twellman, der stoppede i New England Revolution på grund af hjernerystelsessymptomer. I 2010 havde CSTE Hjernedonationsregister mere end 250 nuværende og tidligere atleter. I 2011 blev Shaun Valentine den første rugbyspiller til at donere sin hjerne ved dødsfald, foruden at også bokseren Micky Ward, hvis karriere inspirerede filmen The Fighter, også gav en tilkendegivelse.
Boston University har også fundet en association mellem ALS og CTE hos atleter der har deltaget i kontaktsport. Væv til studiet blev doneret af tolv atleter og deres familier til CSTE Hjernebanken.
Center for the Study of Retired Athletes, der er en del af Institut for fysisk aktivitet og idræt på University og North Carolina at Chapel Hill, udfører forskning med penge fra National Football League Charities til at "studere tidligere football-spillere, en population med høj prævalens af mTBI og sub-concussive slag, for at undersøge sammenhængende mellem øget football-eksponering og gentagne mTBI og neurodegenerative lidelser såsom kognitive forringelser og Alzheimers sygdom".
I 2014 annoncerede daværende præsident Barack Obama dannelsen af Chronic Effects of Neurotrauma Consortium (CENC), et føderalt finansieret forskningsprojekt lavet for at adressere langtidseffekterne af mTBI hos militærpersonel og veteraner. CENC er et multi-centersamarbejde der forbinder forskere fra DoD, VA, akademiske universiteter og private forskningsinstitutter, for effektivt at adressere de videnskabelige, diagnostiske og terapeutiske følgevirkninger af mTBI og dets langvarige effekter.
Nogle forskere har argumenteret for at prospektive longitudinelle studier, hvor personer følges over tid, er nødvendige for fuldstændig at forstå årsagen til og progression af CTE.
I september 2015 havde CSTE diagnosticeret CTE i 96% af de NFL-spillere de havde analyseret i postmortem hjernestudier.